# Concepció Rabell i Cibils
Concepció Rabell i Cibils (segle xix, Sarrià o Sant Feliu de Guíxols – Barcelona, 17 de gener de 1919) fou una hisendada i burgesa catalana, implicada en la beneficència intel·lectual barcelonina i en la promoció de la cultura catalana. Pertanyent a l'esfera dels apoderats comerciants catalans a Amèrica, formà part de la genealogia de les destacades nissagues dels Rabell i dels Patxot i visqué entre Barcelona, Madrid i també París.
Després de la seva mort, el seu ingent patrimoni fou administrat a través de la Fundació Concepció Rabell i Cibils, vídua Romaguera per part del mecenes català Rafael Patxot i Jubert, que l'invertí en projectes històrics, arquitectònics i literaris, d'entre els quals destaca especialment l'impuls clau en l'Obra del Cançoner Popular de Catalunya, cabdal per a la documentació i interpretació de la música tradicional dels Països Catalans.

## Trajectòria i llegat
Rabell i Civils nasqué en una família de comerciants marítims catalans de l'alta burgesia catalana de Sant Feliu de Guíxols, filla de Rafael Rabell i Patxot i Maria Cibils i Rufi. Amb la seva germana Lluïsa foren les úniques dues filles que van sobreviure dels cinc que tingué el matrimoni (dos moriren al cap de pocs mesos de néixer i el tercer a setze anys).
Els seus pares li acordaren un matrimoni de conveniència amb el multimilionari argentí i també d'arrels catalanes Eduardo Romaguera del Alizar. Fou un acabalat que disposava de béns immobles per tota l'Amèrica del Sud, les Filipines, Espanya i França.
Durant el seu matrimoni, participà de diverses entitats benèfiques de l'alta societat catalana i li foren cedits els drets de la seva companya en beneficiències i familiar propera Concepción Oribe i Patxot, com es feu palès en la gestió de propietats a Sarrià. També heretà amb la seva germana Lluïsa i en igualtat la meitat dels béns dels seus progenitors, un fet poc habitual en l'època. Amb aquests fons contribuí al llarg de la seva vida adulta amb donatius per a la realització i preservació d'obres com les de l'escultor català Eusebi Arnau i Mascort al Pavelló de Sant Rafael de l'Hospital de la Santa Creu i Sant Pau de Barcelona, fet pel qual a la seva façana posterior (i tot i ésser un pavelló hospitalari masculí), s'hi troba una santa amb les mans en senyal de pregària que podria tractar-se d'una advocació de la Mare de Déu de la Immaculada Concepció.
La mort del seu marit el 25 de febrer del 1915 comportà encara una gestió patrimonial i d'hisendes encara més gran per a Rabell i Civils. Del seu matrimoni n'heredà, de manera destacable, dues finques a Buenos Aires (Argentina), un habitatge al carrer de San Marcos de Madrid (Espanya) i una altra a l'avinguda dels Camps Elisis de París (França) —on el matrimoni hi visqué en alguns períodes. De fet, Rabell i Civils habità durant un llarg període a Madrid atès que el seu rang aristocràtic la convertí en la dama d'honor de la reina consort i regent d'Espanya Maria Cristina d'Habsburg-Lorena. L'abast de la fortuna feu que s'hagués d'enfrontar a l'Església Catòlica pel que fa a les darreres voluntats d'Eduardo Romaguera del Alizar. Els poders eclesiàstics espanyols de l'inici del segle xx atacaren durament Concepció Rabell i Cibils amb campanyes de desprestigi i de difamació, per bé que el plet —que tingué una gran cobertura mediàtica— fou favorable per a la vídua, que guanyà uns 128 milions de pessetes de l'època del total de 170 milions de fortuna que es disputaren a judici.
Durant la darrera etapa de la seva vida, se sap que el juliol de 1915 se li concedí el veïnatge a la vila de Sarrià puix que hi havia viscut durant més de sis mesos. Morí el 17 de gener de 1919 per causa de la pandèmia de grip espanyola en un domicili del número 223 del carrer València de Barcelona. El seu testament, escrit dos dies abans, feu notar que com a darreres voluntats designava el seu cunyat, el bibliòfil i metereòleg català Rafael Patxot i Jubert (marit de la seva germana Lluïsa), com a marmessor d’una part molt significativa dels seus béns. Li atorgà la llibertat per a gestionar l’herència amb l'objectiu de promoure la llengua i cultura catalanes, fet pel qual Patxot creà llavors la Fundació Concepció Rabell i Cibils, vídua Romaguera —a fi i efecte de dur a terme accions de mecenatge per a aquesta causa.
Després de la seva mort, sembla que l'any 1922 el Consell Directiu dels Jocs Florals encarregà un bust seu, per a commemorar-la, a l'escultor català Manuel Fuxà i Leal. Les accions més rellevants que es dugueren a terme sota el llegat testamental de Rabell i Civils foren la creació de l'Obra del Cançoner Popular de Catalunya, l'estudi històric i arquitectònic de la masia catalana, un recull infructífer de Les Cròniques Catalanes o la documentació sobre el rol de la dona en la història catalana amb monografies sobre les reines i sobiranes que exerciren a Catalunya.